# Nguyễn Văn Đài

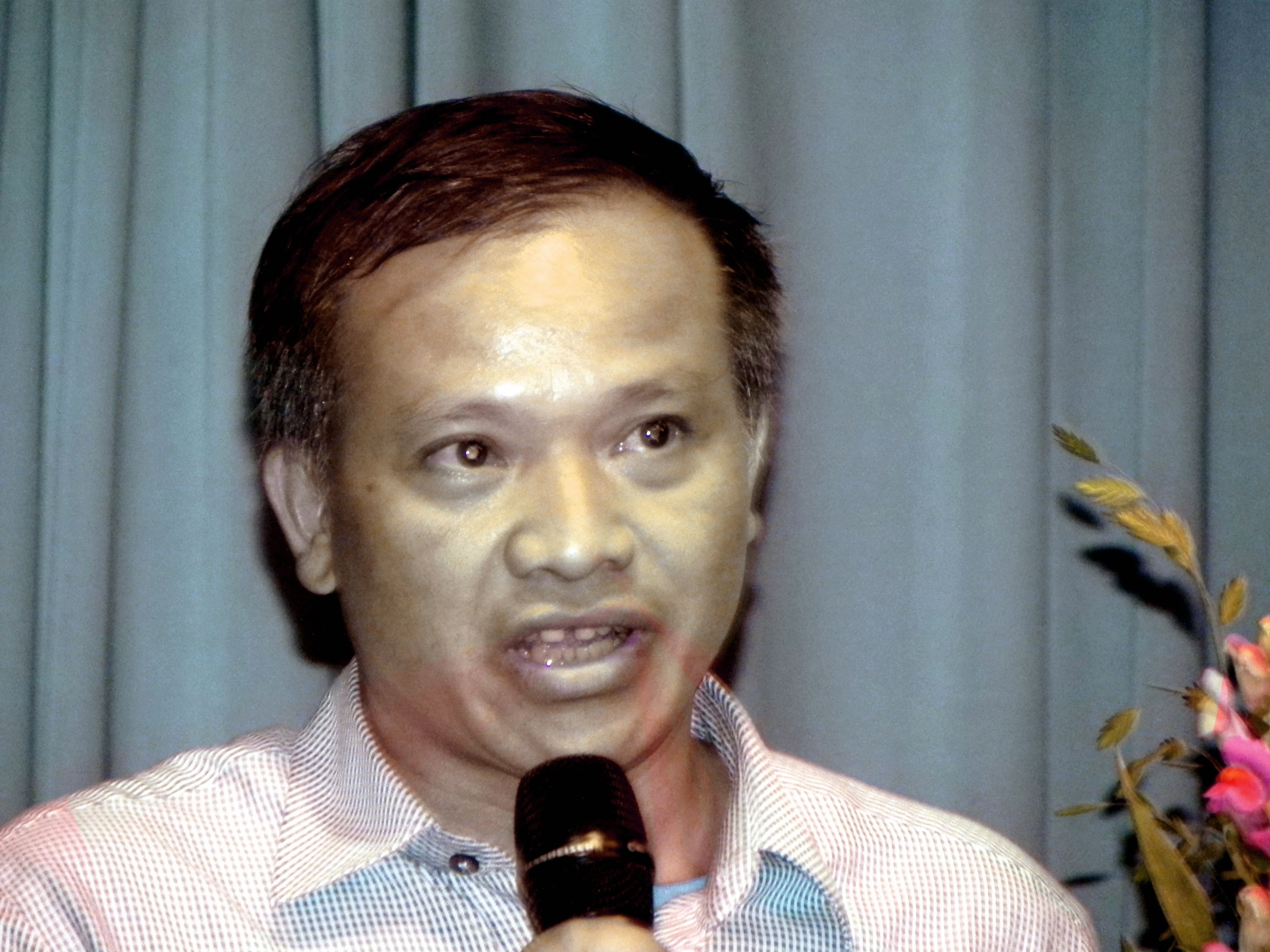
Nguyễn Văn Đài

Nguyễn Văn Đài (geboren 1969) ist ein vietnamesischer Rechtsanwalt für Menschenrechte, demokratischer Aktivist und Blogger. 1989 arbeitete er ein Jahr als Vertragsarbeiter in der DDR und studierte danach in Vietnam Jura. Seine Anwaltskanzlei wurde die juristischen Vertretung vieler politisch verfolgter Vietnamesen, Gewerkschafter und verbotener christlicher Gruppen. Ihm wurde „Propaganda gegen die Sozialistische Republik Vietnam“ vorgeworfen. Er sitzt seit dem 16. Dezember 2015 in strenger Einzelhaft. Wegen der gleichen Straftat saß er schon 2007 für 4 Jahre im Gefängnis und anschließend 4 Jahre in Hausarrest. Er hatte ein Komitee für Menschenrechte gegründet. Im April 2018 wurde er vom Volksgericht Hanoi wegen der „Vorbereitung eines Umsturzversuches“ zu 15 Jahren Haft verurteilt. Der Umsturzversuch soll die Gründung eines Netzwerks für Demokratie gewesen sein mit einem Manifest, in dem ein Mehrparteiensystem, Gewaltenteilung und Religionsfreiheit gefordert wurde. In der Urteilsbegründung wurde darin eine Gefahr „für die Existenz der Regierung“ gesehen. Juni 2018 wurde er nach zweieinhalbjähriger Haftzeit nach Deutschland freigelassen.
Am 5. April 2017, während er in Vietnam in Untersuchungshaft saß, wurde Đài vom Deutschen Richterbund (DRB) in Weimar der Menschenrechtspreis 2017 verliehen.